# Swedish Open 2023
Swedish Open 2023 — тенісний турнір, що проходив на ґрунтових кортах у місті Бостад, Швеція з 17 липня. Належав до категорії ATP 250.

## Фінальна частина

### Чоловіки, одиночний розряд
Андрій Рубльов —  Каспер Рууд 7–6(7–3), 6–0

### Чоловіки, парний розряд
Ґонсало Ескобар /  Олександр Недовєсов —  Франсіску Кабрал /  Рафаель Матос 6–2, 6–2